# Giorgia Gueglio
Giorgia Gueglio, (1973) nacida en Génova (Italia), es una cantante italiana, vocalista del grupo de heavy metal Mastercastle.

## Biografía
Gueglio comenzó estudiando canto a los 15 años, inspirado en artistas como David Coverdale, Ian Gillan.
En 2006 se unió a la banda de heavy metal 'Artisluna', junto a Pier Gonella y Mattia Stancioiu (Labyrinth). Gueglio continuó tocando con Artisluna hasta finales de los 2008.

En junio de 2008 junto a Pier Gonella, fundó la banda Mastercastle. Pocos meses más tarde
Mastercastle firmaba contrato con la compañía discográfica Lion Music.

El 17 de abril de 2009 se edita el álbum The Phoenix, y poco más de un año después, el 19 de junio de 2010 se edita el álbum ‘’Last Desire’’.
En junio de 2012 Junto a un guitarrista Pier Gonella y baterista Peso, entre ellos la banda MusicArt Project. Pocos meses como máximo Tardes MusicArt Project firmaba contrato con la Compañía de Música registro Black Tears. En diciembre de 2012, MusicArt Project lanzaría el disco ‘The Black Side of the Moon’’(Pink Floyd The Dark Side of the Moon  cover.

## Enlaces externos

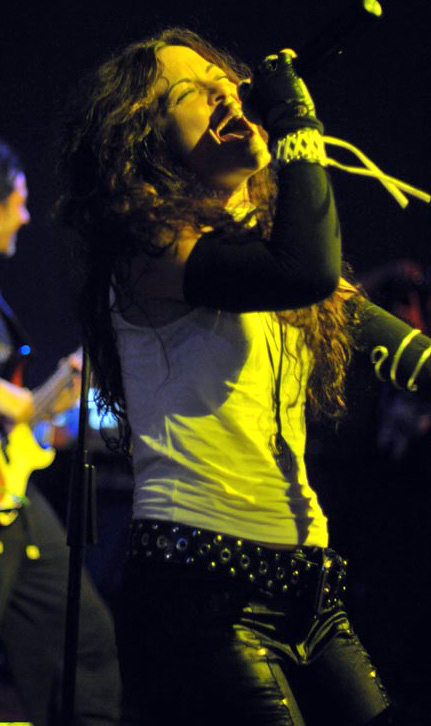
Giorgia Gueglio live

## Discografía

### Mastercastle
- The Phoenix (Álbum 2009)
- Last Desire (Álbum, 2010)
- Dangerous Diamonds (Álbum, 2011)